# NGC 5549
NGC 5549 ist eine 13,0 mag helle Linsenförmige Galaxie mit aktivem Galaxienkern (LINER-Typ) vom Hubble-Typ S0 im Sternbild Jungfrau. Sie ist schätzungsweise 344 Millionen Lichtjahre von der Milchstraße entfernt und hat einen Durchmesser von etwa 165.000 Lj.
Das Objekt wurde am 1. Mai 1786 von Wilhelm Herschel mit einem 18,7-Zoll-Spiegelteleskop entdeckt, der sie dabei mit „Two. Both eF, vS. The place is that of the following. The first precedes the last 3 or 4′“ beschrieb. Das erste Objekt ist NGC 5546; bei dem zweiten genannte Objekten sollte es sich nach Herschels Notizen um NGC 5549 handeln, ist aber von der Position her eher NGC 5542.